# Protêt
Pour les articles ayant des titres homophones, voir Protais et Protet.
Cet article possède un paronyme, voir Protée.
Le protêt est l'acte par lequel un huissier de justice constate qu'un effet de commerce, présenté à l'échéance, n'a pas été payé ou qu'une lettre de change, présentée à l'acceptation, n'a pas été acceptée.

## Paiement sous protêt
En droit québécois, le paiement sous protêt est un paiement qu'un débiteur fait en protestant qu'il ne doit rien , en vertu de l'article 1491 du Code civil du Québec. Cette notion fait partie de la section du Code relative à la réception de l'indu. Le mot protêt dans le contexte doit être lu comme signifiant « protestation ».